# Wzrastanie w Łasce
Wzrastanie w Łasce (Creciendo en Gracia) – ruch religijny powstały w 1973 w Portoryko.
Ruch religijny założony został przez José Luisa de Jesúsa Mirandę po tym, jak w 1973 mieli mu objawić się aniołowie. Miranda – były skazaniec i narkoman – ogłosił wówczas, że jest Mężczyzną Jezusem Chrystusem, który wrócił, aby głosić ewangelię nieobrzezania na świecie. W 1986 założył własny kościół. Obecnie siedziba kościoła znajduje się w Miami na Florydzie i liczy około 300 zgromadzeń Wzrastania w Łasce w trzydziestu krajach.
Podstawowymi zasadami wiary jest sześć dogmatów:
- Grzech nie istnieje, został usunięty.
- Diabeł nie istnieje, został zniszczony.
- Istnieją dwie ewangelie: Obrzezania i Nieobrzezania.
- Istnieje jedno duszpasterstwo.
- Kościół już jest doskonały.
- Wszystkie systemy religijne są fałszywe.

Twórca religii uznawał celibat za obrazę, a rozkosz fizyczną i materialny dostatek za dobra pozytywne. Na ramieniu miał wytatuowany numer 666 twierdząc, że jest to numer bogactwa. Wierni Wzrastania w Łasce zobowiązani byli do modlitwy oraz płacenia dziesięciny na kościół założony przez Mirandę, który zapewniał ich, że będą to mieć odpłacone wielokrotnie. To zapewnienie i charyzma twórcy religii były siłą napędową kościoła.